# 高世則
高世则（1080年—1144年），字仲贻，號無功。亳州蒙城县（今安徽省蒙城县）人，南宋官员。高公纪之子，高士林的孙子，高遵裕曾孙。 
高世则年幼以恩补左班殿直。历官閤门、祇候。宋徽宗宣和七年（1125年）金国使节至，宋徽宗命他为掌客官。金国人至汴京城下，高世则随康王赵构到军前议和，康王处于艰难中，高世则在左右。康王开大元帅府，高世则为元帅府参议官，建请颁布檄文于天下，稳定人心。康王即位为宋高宗，奉诏类编元帅府事迹付史馆，为枢密都承旨兼提举京畿监牧。任保静军承宣使，提举万寿宫。以盛德军节度使进开府仪同三司兼判温州，以病告罢，后进少保。死后赠太傅，谥忠节。

## 為官清廉
在溫州作節度使判時，當地皇族多驕縱恣意，高世則卻以剛正不阿、不偏不倚的任官態度來陟罰臧否。當地居民多以之為信賴。